# Gayaneh (ballet)
Gayaneh, ook wel Gayane of Gayné, is een ballet in vier bedrijven met muziek van Aram Chatsjatoerjan. Het werd gecomponeerd rond 1939 en herzien in 1941-42.
De première van de tweede versie vond plaats op 9 december 1942 in Perm. De twee bekendste delen zijn de Sabeldans en het Adagio (gebruikt in de film 2001: A Space Odyssey). 
Het ballet ontstond geleidelijk, want Chatsjatoerjan had naar eigen zeggen nog geen ervaring met ballet. Ook de sabeldans ontstond bij toeval, toen hem gevraagd werd om aan het einde nog een dans toe te voegen. Daar hij eigenlijk vond dat het al klaar was, begon hij er met tegenzin aan. Hij experimenteerde wat, en geleidelijk ontstond de beroemde dans.

## Eerste versie
1e akte
1. Bijeenkomst der katoenplukkers.
2. Dans v.d. katoenplukkers.
3. Dans v.d. mannen.
3a. Scene.
4. Kasakov komt aan.
5. Dans Nuneh en Karen.
6. Dans van Gayaneh.
7. Dans van Armen.
8. Kasakov vertrekt. 
8a. Dans van Gayaneh.
8b. Scene/finale.  
2e akte
9. Tapijtmakers.
10. Fanfare.
10a. Nuneh's variatie.
11. Dans van de oude man.
12. Scene.
13. Slaapliedje.
14. Scene. 
3e akte
15. Ochtendgloren.
16. Aisha's dans.
17. Dans van de Koerden.
18. Scene.
19. Duet van Armen en Aisha. 
20. Scene.
21. Dans van de jonge Koerden. 
22. Scene.
23. Armen's variatie.
24. Scene. 
24a. De samenzwering komt uit.
25. Het vuur. 

## Verhaal (samenvatting)
Het oorspronkelijke verhaal speelt zich af op een collectieve boerderij in de Sovjet-Unie. De patriottische overtuigingen van de jonge Gayaneh komen in conflict met haar persoonlijke gevoelens als ze het verraad van haar drankzuchtige man ontdekt. Uiteindelijk wordt hij opgepakt door de grenswacht en trouwt Gayaneh met de commandant van de grenswacht. Dan zijn de problemen voorbij, en ze slagen erin om hun eigen gemeenschap succesvol op te bouwen en daar gelukkig te leven. Later is het verhaal diverse keren aangepast. 
- Gemeinsame Normdatei: 300035748
- Library of Congress Control Number: n81059718
- MusicBrainz work: 693e681e-98a1-4d21-9bc8-e084a248461d
- Virtual International Authority File: 310636856